# Blah Blah Blah (Kesha-Lied)
Blah Blah Blah ist ein Lied der US-amerikanischen Sängerin und Rapperin Kesha, in Zusammenarbeit mit der US-amerikanischen Elektropop-Gruppe 3OH!3. Es erschien im Januar 2010 auf ihrem Debütalbum Animal sowie im Folgemonat als Single. Diese avancierte zum weltweiten Millionenseller und Top-10-Erfolg.

## Entstehung und Veröffentlichung
Blah Blah Blah wurde von Kesha zusammen mit Neon Hitch, Sean Foreman und Benny Blanco geschrieben, Blanco produzierte den Song. Kesha sagte, dass die Idee zum Lied ursprünglich während einer Diskussion unter den Songwritern entstand. Sie diskutierten über die Nachteile des weiblichen Geschlechts in Bezug zum männlichen Geschlecht.

„The song came about when the people that wrote it — me, Benny Blanco, Neon Hitch and [3OH!3’s] Sean Foreman — all got in a room, and they were talking about how chicks talk too much, […] And me and Neon were like, 'No, no, no, guys talk too much, […] So, we had this war of who were more obnoxious, chicks or dudes. And the song kind of came around from that conversation. I think I make a pretty fair point both in this video and in the song, that dudes are way more annoying.“

„Der Song kam zustande, als die Leute, die ihn geschrieben haben – Ich, Benny Blanco, Neon Hitch und Sean Foreman [von 3OH!3] – alle in einem Raum waren und darüber geredet haben, dass Tussis zu viel reden. […] Und ich und Neon sagten: „Nein, nein, nein, Kerle reden zu viel“. […] Also hatten wir diesen Streit, wer unausstehlicher sei, Tussis oder Kerle. Und das Lied kam irgendwie durch dieses Gespräch zustande. Ich denke, ich mache in diesem Video und im Song ziemlich ordentlich klar, dass Kerle eindeutig nerviger sind.“

Die Erstveröffentlichung von Blah Blah Blah erfolgte am 5. Januar 2010 als Teil von Animal bei RCA Records (Katalognummer: 88697-49209-2), dem Debütalbum von Kesha. Am 1. Februar 2010 erschien zunächst eine Promo-Single, bevor es schließlich am 19. Februar 2010 als zweite Single aus dem Album ausgekoppelt wurde. Diese erschien zum Download mit zwei Remixen zu Tik Tok als B-Seiten. Am 1. März 2010 erschien im Vereinigten Königreich eine 2-Track-CD-Single mit einem Remix zu Tik Tok als B-Seite (Katalognummer: 88697 65970 2). Am 23. April 2010 erschien diese physische Singleausführung auch in Deutschland.

## Inhalt
Blah Blah Blah ist ein mäßig schneller (120 Schläge pro Minute) Dance-Pop-Song. In den einzelnen Strophen rappt Kesha, während sie den Refrain singt. Besonders der Refrain wird dabei durch die starke Einwirkung von Auto-Tune-Effekten und Synthesizern elektronisch geprägt. Die Drumcomputer in den Versen dazwischen sollen dabei für ein R&B-Gefühl sorgen. Blah Blah Blah wurde in d-moll geschrieben, Kesha Stimmumfang im Lied reicht dabei von D3 bis D5.
Der Song beschreibt Keshas Gedanken über Männer, und wie sie deren Flirtversuche von sich abprallen lässt. Sie zeigt deutlich, dass sie niemanden möchte, der große Reden schwingt und sie damit langweilt. Der Titel des Liedes wird vor allem im Refrain deutlich. So singt Kesha die Zeilen:
“Stop ta-ta-talking that
 Blah, blah, blah
 Think you’ll be getting this?
 Nah, nah, nah
 Not in the back of my
 Car-ah-ah
 If you keep talking that
 Blah, blah, blah, blah, blah”
“Hör auf zu reden.
 Blah, blah, blah.
 Denkst du, du kriegst das hier?
 Nee, nee, nee,
 Nicht auf dem Rücksitz
 meines Autos,
 Wenn du weiter redest.
 Blah, blah, blah, blah, blah.”
wobei sie sich auf ihren Körper und auf Sex bezieht. Der Text enthält einige vulgäre Ausdrücke und Anspielungen. Es gibt nur wenige – vor allem weibliche – Interpreten, die absichtlich auf eine Umschreibung von Sex verzichten, um zu provozieren und das Publikum zu reizen. Kesha vertritt mit diesem Lied ihren selbstbestimmten Charakter und setzt so auch ein Zeichen gegen die altbekannte Geschlechterordnung. Nach Aussagen des Liedes und von Kesha sollten Männer und Frauen gleichbehandelt werden und nicht einer bevorzugt oder benachteiligt.
Dennoch vollführt Blah Blah Blah einen „Tanz auf der Grenze zwischen Frech und einfach abstoßend.“

## Liveauftritte
Die erste Liveaufführung des Lieds fand am 2. November 2009 auf dem Sender MTV, in der Sendung MTV Push, statt. Kesha sang den Song darauf am 18. Januar 2010 in der Sendung MuchOnDemand, die von MuchMusic ausgestrahlt wurde, und in einer zensierten Version am 17. März 2010 zusammen mit 3OH!3 in der neunten Staffel von American Idol live.
In Großbritannien nutzte Kesha zwei Gelegenheiten, um den Song zu promoten. Der erste Live-Auftritt war am 18. Februar 2010 bei Alan Carr: Chatty Man. Es folgte am 19. Februar ein Live-Auftritt bei GMTV. Sie sang das Lied auch für BBCs Radio 1’s Big Weekend live.
Bei der Tanzshow So You Think You Can Dance Australia stellte sie den Hit in Australien vor.
In Deutschland trat sie am 24. April 2010 bei Willkommen bei Mario Barth auf.

## Musikvideo

### Hintergrund und Rezeption
Die Regie zum Musikvideo führte Brendan Malloy. Das Video wurde im Januar 2010 in Los Angeles gedreht und hatte seine Weltpremiere am 23. Februar 2010 auf Keshas Vevoseite. Alle Künstler von 3OH!3 haben einen Auftritt im Musikvideo.
Melanie Bertoldi von Billboard sagte, das Video sei „durchaus unterhaltsam“. Bill Lamb von About.com bezeichnete das Musikvideo als Keshas Poker Face, und vergleicht sie abermals mit Lady Gaga, die mit Pokerface ebenfalls ihre zweite Single veröffentlicht hat. Es sei der Moment für Kesha, sich mit diesem Video als ernst zu nehmende Pop-Künstlerin zu beweisen.

### Inhalt
Das Video behandelt vier verschiedene Fälle, in denen jeweils ein Mann Keshas Temperament zu spüren bekommt. Die erste Szene spielt in einem Nachtclub, in dem sich ihr erster Verehrer mit ihr trifft. Sie zieht ihm die Jeanshose aus, knebelt ihn mit Klebeband, bezeichnet ihn als Ober-Schwachkopf und lässt ihn dort zurück. Der Zweite stört sie in einer Spielhalle bei einem Spiel, sodass sie ihn zur Seite stößt. Als der dritte Bewerber versucht, ihr mit einem Ständchen den Hof zu machen, stopft sie seinen Mund mit Papier. Die letzte Szene spielt in einem Bowlingcenter, in dem Kesha entdeckt, dass ihr Begleiter ein Toupet trägt. Dieses stopft sie ihm ebenfalls in den Mund. Zwischen den Szenen, während des Refrain, hüpft Kesha an einer Art Zugeinrichtung mehrere Meter auf und ab oder inszeniert sich selbst auf einer Bowlingbahn.

## Mitwirkende
- Gesang und Rap – Kesha Serbert
- Rap – 3OH!3
- Songwriting – Kesha Sebert, Benny Blanco, Neon Hitch, Sean Foreman
- Produktion – Benny Blanco
- Instrumente und Programmierung – Benny Blanco
- Aufnahme – Benny Blanco
- Technik – Benny Blanco[21]

## Rezensionen
Die Kritiker nahmen Blah Blah Blah mit gemischten Meinungen auf. Gepriesen wurde das Lied vor allem durch seinen einprägsamen Refrain, Keshas Charakter, der diesem Lied seine Würze gibt, und die gelungene Umsetzung der Synthesizer. Auch sei das Lied durch die Verbindung von Rap und Dance-Pop erfrischend abwechslungsreich. 3OH!3s Auftritt wurde jedoch heftig kritisiert. Die meisten bezeichneten ihre Beteiligung am Lied als unnötig. 3OH!3 gehe im Vergleich mit Kesha völlig unter und werde durch ihre dominante Art kaum bis gar nicht wahrgenommen. Des Weiteren schreckt der anstößige Text einige Hörer ab.
Fraser McAlpine von BBC sagte, dass es ein Zeichen von kultureller Entwicklung sei, wenn ein modernes Pop-Mädchen ein Lied singen kann, das genauso dreckig ist, wie die Art Lieder, die ein gleichrangiger Mann riskieren würde. Er war vom Lied beeindruckt und verglich die Hookline „You tah-tah-tawkin' that Blah Blah Blah“ mit Lady Gagas Kauderwelsch in Bad Romance – in einer ländlichen Dorfmädchen-Version.
Jim Farber von den New Yorker Daily News erklärte, dass der Song „Die […] Hymne des Jahres“ werden könnte.
Bill Lamb von About.com nahm das Lied gut auf und kommentierte zum Inhalt: „Let's cut to the chase here, Kesha says, ,Shut up, let's have sex.‘ That is the complete gist of ,Blah Blah Blah‘ and most likely no one could deliver it more effectively and in a more catchy fashion. Throw in a sea of synths and drum machines and this is the second major hit from Kesha. Hedonism has a clear champion and now a new theme song.“ (deutsch: „Bringen wir es auf den Punkt. Kesha sagt: ,Halt den Mund, lass uns Sex haben‘. Das ist der gesamte Kern von ,Blah Blah Blah‘ und niemand anderes kann es wirkungsvoller und eingängiger rüber bringen. Schmeiß eine Flut an Synthesizern und Drumcomputern dazu und das ist der zweite Riesenhit von Kesha. Hedonismus hat einen klaren Meister und nun einen neuen Titelsong.“)
Ann Powers von Los Angeles Times kritisierte, dass Keshas Produzenten ihre Stimme endlos bearbeiten, überspielen und multiplizieren würden, bis sie sich „halb wie ein Chipmunk, halb wie ein heißes Püppchen in einem japanischen Comic anhöre“. Es gebe Momente bei Animal, die fast so experimentell wie eine Animal-Sammelaufzeichnung seien, nur dass anstatt ein paar wehmütigen Brian-Wilson-liebenden Artisten, die im Mittelpunkt des Lieds stehen, ein Mädchen mit den Augen rollt und eine Kaugummiblase platzen lässt.
Melanie Bertoldi vom Billboard Magazin denkt ebenfalls, dass die Rap-Verse von 3OH!3 den Schwung des Songs zu sehr abbremsen und durch Keshas angriffslustige Art nicht wirklich Gestalt annehmen. Wenn jedoch Tanzbarkeit das Kriterium wäre, sei dieses Lied ein weiteres Ass im Ärmel des It-Girls.
Andrew Burgess von MusicOMH sagte: „3OH!3 macht einen schwachen Versuch, die Tatsache der männlichen Überlegenheit zu beteuern, doch Kesha kommt so ansteckend dominant rüber, es ist schwer, den Kerl ernst zu nehmen.“
Mayer Nissim von Digital Spy gab dem Lied zwei von fünf Sternen und erklärte kritisch, Blah Blah Blah sei Keshas erstem Hit TiK ToK weit unterlegen. Blah Blah Blah sei ebenfalls sehr einprägsam, doch nicht ausreichend. „Kesha claims she’s taking a table-turning potshot at chauvinistic male rappers, but in truth her lines are just too thick to deliver. It’s a point further undermined by the presence of brain-dead electropop duo 3OH!3. When it comes to Kesha’s place in the filth-pop pantheon, Princess Superstar out-smuts her, Peaches has bigger balls, Lolita Storm offer much more sexual aggression and mainstream rival Lady GaGa has a far superior line in sex puns.“ (deutsch: „Kesha behauptet, sie habe einen Treffer gegen chauvinistische männliche Rapper gelandet, aber in Wahrheit sind ihre Zeilen einfach zu dick aufgetragen, um sie richtig rüber zu bringen. Es ist ein Argument, welches durch die Anwesenheit des hirntoten Elektropop-Duos 3OH!3 weiter unterspühlt wird. Wenn es um Keshas Platz in der Ruhmeshalle des schmutzigen Pops geht, beschmutzt Princess Superstar sie, Peaches hat größere Eier, Lolita Storm bietet viel mehr sexuelle Aggression und Mainstream-Rivalin Lady Gaga hat ein weit höheres Niveau, was Sex-Wortspiele angeht.“)

## Kommerzieller Erfolg

### Chartplatzierungen
Ohne als Single überhaupt veröffentlicht zu werden, stieg Blah Blah Blah in den irischen Charts auf Platz 26, den Billboard Hot 100 auf Platz sieben und in den Canadian Hot 100 auf Platz drei ein. Grund waren die hohen Downloadzahlen von Blah Blah Blah und dem Album Animal im Januar 2010. In den Vereinigten Staaten war der Neueinsteiger auf Platz zwei der Hot Digital Songs Charts, mit 206.000 Downloads in einer Woche. In Neuseeland debütierte die Single auf Platz sieben der Charts. In Australien erreichte die Single in der Veröffentlichungswoche ebenfalls Platz sieben und war damit der höchste Einsteiger der Woche. Nach wenigen Wochen erreichte die Single Platz drei in Australien. Blah Blah Blah debütierte am 7. Februar 2010 auf Platz elf in den britischen Singlecharts. Die Single wurde nach Right Round und Tik Tok Keshas dritte Top-10-Single in Kanada und den Vereinigten Staaten.
| ChartsChartplatzierungen       | Höchstplatzierung | Wochen |
| ------------------------------ | ----------------- | ------ |
| Deutschland (GfK)              | 11 (7 Wo.)        | 7      |
| Österreich (Ö3)                | 21 (8 Wo.)        | 8      |
| Schweiz (IFPI)                 | 30 (9 Wo.)        | 9      |
| Vereinigte Staaten (Billboard) | 7 (20 Wo.)        | 20     |
| Vereinigtes Königreich (OCC)   | 11 (13 Wo.)       | 13     |

| ChartsJahrescharts (2010)      | Platzierung |
| ------------------------------ | ----------- |
| Vereinigte Staaten (Billboard) | 51          |
| Vereinigtes Königreich (OCC)   |             |

### Auszeichnungen für Musikverkäufe
Bis zum April 2010 verkauften sich über zwei Millionen Einheiten des Liedes in Kanada und den Vereinigten Staaten. Damit wurde Blah Blah Blah in beiden Ländern jeweils mit Doppel-Platin ausgezeichnet. Im Mai 2010 wurde die Single in Neuseeland mit Gold ausgezeichnet.
| Land/Region                  | Auszeichnungen für Musikverkäufe (Land/Region, Auszeichnung, Verkäufe) | Verkäufe  |
| ---------------------------- | ---------------------------------------------------------------------- | --------- |
| Australien (ARIA)            | 2× Platin                                                              | 140.000   |
| Kanada (MC)                  | 2× Platin                                                              | 80.000    |
| Neuseeland (RMNZ)            | Gold                                                                   | 7.500     |
| Schweden (IFPI)              | Gold                                                                   | 20.000    |
| Südkorea (KMCA)              | —                                                                      | 585.536   |
| Vereinigte Staaten (RIAA)    | 3× Platin                                                              | 3.000.000 |
| Vereinigtes Königreich (BPI) | Silber                                                                 | 200.000   |
| Insgesamt                    | 1× Silber · 2× Gold · 7× Platin ·                                      | 4.033.036 |

Hauptartikel: Kesha/Auszeichnungen für Musikverkäufe